# Chrapowo (jezioro)
Chrapowo – jezioro na Pojezierzu Dobiegniewskim, położone w województwie lubuskim, w powiecie strzelecko-drezdeneckim, w gminie Dobiegniew.

## Położenie i opis
Jezioro położone jest w północno-wschodniej części powiatu strzelecko-drezdeneckiego, na Pojezierzu Dobiegniewskim. W pobliżu zachodnich brzegów jeziora znajduje się wieś Rolewice, a do wschodnich brzegów przylegają zabudowania wsi Chrapów. Kilkaset metrów na południe od akwenu położone jest nieco mniejsze jezioro Chrapówko.
Według Mapy Podziału Hydrograficznego Polski leży na terenie zlewni siódmego poziomu Mierzęcka Struga od jez. Wielgiego do dopł. z jez. Wołogoszcz Duża (l). Identyfikator MPHP to 1888895.

## Hydronimia
Jezioro pojawia się w źródłach w 1851 roku jako Gr. Grapow S., a następnie Gr. Grapow See (1916, 1936), Gr. Grapow See — Chrapowo (1949). Państwowy rejestr nazw geograficznych jako nazwę urzędową akwenu podaje Chrapowo, wymieniając nazwę oboczną Chrapów Duży.

## Morfometria
Według danych Instytutu Rybactwa Śródlądowego powierzchnia zwierciadła wody jeziora wynosi 21,9 ha. A. Choiński, poprzez planimetrowanie na mapach 1:50 000, określił wielkość jeziora na 21 ha. 
Średnia głębokość zbiornika wodnego to 9,6 m, a maksymalna to 24,8 m. Objętość jeziora wynosi 2092,5 tys. m³. Maksymalna długość jeziora to 1475 m, a szerokość 270 m. Długość linii brzegowej wynosi 3100 m.
Według Atlasu jezior Polski (red. J. Jańczak, 1996) lustro wody znajduje się na wysokości 52 m n.p.m., natomiast według numerycznego modelu terenu udostępnionego przez Geoportal 52,1 m n.p.m.

## Zagospodarowanie
Administratorem wód jeziora jest Regionalny Zarząd Gospodarki Wodnej w Bydgoszczy. Utworzył on obwód rybacki, który obejmuje wody jeziora Chrapów Duży (Obwód rybacki jeziora Chrapów Duży w zlewni cieku Mierzęcka Struga – Nr 1). W waloryzacji atrakcyjności rekreacyjnej dla celów kąpieliskowych oraz dla celów sportów wodnych i żeglarstwa jezioro ocenione zostało jako niekorzystne.

## Ochrona środowiska
Jezioro znajduje się na obszarze chronionego krajobrazu Puszcza Drawska oraz na dwóch obszarach chronionych w ramach programu Natura 2000 – Uroczyska Puszczy Drawskiej (dyrektywa siedliskowa) i Lasy Puszczy nad Drawą (dyrektywa ptasia).